# Ройл, Джо
Джозеф Ройл (англ. Joseph Royle; 8 апреля 1949, Ливерпуль, Англия) — английский футболист, игравший на позиции нападающего, тренер.

## Карьера игрока

### Клубная карьера
Ройл учился в общеобразовательной школе Quarry Bank High School в Ливерпуле, где активно занимался разными видами спорта. оосбо он проявил себя в футболе, добившись права играть за сборную ливерпульских школьников, в которую обычно привлекали мальчиков из средних современных школ. Неудивительно, что Ройл привлёк внимание многих клубов, в том числе, такого гранда, как «Манчестер Юнайтед», но именно клуб его родного города, «Эвертон», оказался расторопнее всех и смог первым подписать игрока. Джо провёл в родном клубе 8 долгих лет, сыграв 270 игр и забив 119 голов. Ройл дебютировал в «Эвертоне» в возрасте 16 лет и был самым молодым игроком клуба, пока Джеймс Вон не побил его рекорд 10 апреля 2005 года.
В течение пяти сезонов Ройл был лучшим бомбардиром «Эвертона», в частности, забив 23 мяча в чемпионате 1969/70 годов. В 1974 году «Манчестер Сити» купил Ройла за 170 000 фунтов стерлингов и Джо помог новому для себя клубу выиграть Кубок Лиги в 1976 году. В ноябре 1977 года Ройл перешёл в «Бристоль Сити», а в 1980 стал футболистом «Норвич Сити», в котором был признан игроком года в 1981 году. В 1982 году (в возрасте 33 лет) Джо был вынужден закончить карьеру игрока из-за травмы колена. В 2002 году Ройл голосованием болельщиков был включён в Зал славы «Норвич Сити».

### Международная карьера
В 1971 году Ройл дебютировал в составе сборной Англии в матче против Мальты.

## Тренерская карьера
В 1982 году Ройл стал тренером в «Олдем Атлетик», проработав в этом клубе двенадцать лет. В 1991 году команда под его руководством выиграла турнир второго дивизиона, заслужив право играть в Первом дивизионе (через год преобразованном в Премьер-лигу). Команда Ройла завоевали много поклонников своим беззаботным, кавалерийским стилем игры. Сам Джо также получил широкое признание зрителей за свои «восторженные танцы» вдоль боковой линии в конце игры в городе Суиндон. «Олдем» во главе с Ройлем дважды выходил в полуфинал Кубка Англии (в 1990 и 1994 годах), проиграв оба раза «Манчестер Юнайтед» в переигровке, а также дошли до финала Кубка Лиги 1990 года, уступив «Ноттингем Форест».
Когда тренер сборной Англии по футболу Бобби Робсон ещё в мае объявил, что уйдёт в отставку после чемпионата мира 1990 года, кандидатура Ройла всерьёз рассматривалась на замену Робсону, несмотря на то, что Джо руководил клубом лишь второго по рангу дивизиона английского футбола. Но в итоге, новым менеджером сборной Англии был назначен Грэм Тейлор.
«Олдем» 1980-х и начала 1990-х годов включал в себя несколько звёзд английского футбола той эпохи. Среди них был нападающий Грэм Шарп — один из самых успешных голеадоров 1980-х, полузащитник Майк Миллиган (который был продан «Эвертону» за 1 миллион фунтов стерлингов в 1990 году, левый защитник Эрл Барретт (который в начале 1992 года был продан «Астон Вилле» за 1,7 млн фунтов стерлингов, став на тот момент одним из самых дорогих защитников в Англии) и правый защитник Денис Ирвин, который в дальнейшем провёл 12 лет в «Манчестер Юнайтед».
В сезоне 1991/92 годов, в первом за почти 70-летнюю историю клуба в высшем дивизионе, «Олдем» занял 17-е место, заслужив право играть в только что учреждённой премьер-лиге. В следующем сезоне команда смогла сохранить место в премьер-лиге только благодаря лучшей разнице мячей после того как в последнем туре одержала домашнюю победу над «Саутгемптоном» со счётом 4-3. Однако в концовке сезона 1993/94 годов клуб ожидала ещё одна битва за спасение, и на этот раз «Олдем» не смог её выиграть. После поражения от «Манчестер Юнайтед» в полуфинале Кубка Англии, команда не смогла одержать победу в семи последних турах чемпионата и вылетела из Премьер-лиги.
В ноябре 1994 года Ройл заменил Майка Уокера в качестве тренера «Эвертона» и в свой первый сезон завоевал Кубок Англии, заняв в чемпионате 15-е место. Год спустя они заняли шестое место в премьер-лиге, но их форма в 1996/1997 годах была менее убедительна, и после того как руководство клуба не разрешило Ройлу подписать норвежцев Туре Андре Фло и Клауса Эфтевога, он ушёл в отставку. В 2004 году Ройл был назван «Гигантом Эвертона» за свои успехи как игрок и тренер.
В феврале 1998 года Ройл возглавил «Манчестер Сити». В тот момент клуб был глубоко в зоне вылета, и хотя Джо не мог спасти клуб от вылета, в следующем сезоне «Горожане» вышли в плей-офф, а через год вернулись в премьер-лигу. «Манчестер Сити» провёл только один сезон в верхнем дивизионе, что привело к тому, что Ройла уволили после вылета в мае 2001 года.
В ноябре 2002 года Ройл возглавил «Ипсвич Таун», который в предыдущем сезоне был отстранён от премьер-лиги. В январе 2003 года клуб оказался на грани банкротства, что привело к уходу нескольких ведущих игроков и ограничению трансфертных и зарплатных фондов. Ройл дважды выводил команду в плей-офф в 2004 и 2005 годах, но проиграл в обоих случаях «Вест Хэм Юнайтед». Несколько игроков были впоследствии проданы клубам Премьер-Лиги, «Ипсвич» финишировал 15-м в сезоне 2005/06, заняв худшее место в своей истории с 1966 года, а Джо покинул клуб по «взаимному согласию» в ближайшем сезоне.
В декабре 2006 года Ройл был назначен патроном некоммерческой организации Trust Oldham, официальной ассоциации болельщиков «Олдем Атлетик». В ноябре 2007 года кандидатура Ройла на пост главного тренера рассматривалась клубами «Лестер Сити» и «Уиган Атлетик», но в обоих случаях он сам отказывался.
15 марта 2009 года Ройл, после отставки Джона Шеридана, временно возглавил «Олдем Атлетик». В апреле ему предложили работу на постоянной основе, но 28 апреля Джо отказался, объявив, что покинет клуб после финальной игры.
2 июня 2014 года было объявлено, что Ройл присоединится к «Норвич Сити» в качестве консультанта нового тренера Нила Адамса.
14 июля 2014 года было объявлено, что Ройл наряду с Дэвидом Ансуорт будет помогать «Эвертону» в развитии молодёжи.
12 мая 2016 года, после ухода Роберто Мартинеса, было объявлено, что Ройл будет помогать Ансуорту в финальной игре «Эвертона» в против «Норвич Сити».

## Статистика

### Как игрока
- Источник: [Rothmans Football Yearbooks]

| Клуб             | Сезон          | Лига            | Лига  | Лига | Кубок Англии | Кубок Англии | Кубок лиги | Кубок лиги | Еврокубки | Еврокубки | Суперкубок | Суперкубок | Всего | Всего |
| Клуб             | Сезон          | Дивизион        | Матчи | Голы | Матчи        | Голы         | Матчи      | Голы       | Матчи     | Голы      | Матчи      | Голы       | Матчи | Голы  |
| ---------------- | -------------- | --------------- | ----- | ---- | ------------ | ------------ | ---------- | ---------- | --------- | --------- | ---------- | ---------- | ----- | ----- |
| «Эвертон»        | 1965/66        | Первый дивизион | 2     | 0    | 0            | 0            | 0          | 0          | 0         | 0         | 0          | 0          | 2     | 0     |
| «Эвертон»        | 1966/67        | Первый дивизион | 4     | 3    | 0            | 0            | 0          | 0          | 0         | 0         | 0          | 0          | 4     | 3     |
| «Эвертон»        | 1967/68        | Первый дивизион | 34    | 16   | 6            | 3            | 2          | 1          | 0         | 0         | 0          | 0          | 46    | 20    |
| «Эвертон»        | 1968/69        | Первый дивизион | 42    | 22   | 5            | 4            | 4          | 3          | 0         | 0         | 0          | 0          | 51    | 29    |
| «Эвертон»        | 1969/70        | Первый дивизион | 42    | 23   | 1            | 0            | 4          | 0          | 0         | 0         | 0          | 0          | 47    | 23    |
| «Эвертон»        | 1970/71        | Первый дивизион | 40    | 17   | 5            | 2            | 0          | 0          | 6         | 4         | 1          | 0          | 52    | 23    |
| «Эвертон»        | 1971/72        | Первый дивизион | 28    | 9    | 3            | 0            | 1          | 0          | 0         | 0         | 0          | 0          | 32    | 9     |
| «Эвертон»        | 1972/73        | Первый дивизион | 14    | 7    | 0            | 0            | 1          | 0          | 0         | 0         | 0          | 0          | 15    | 7     |
| «Эвертон»        | 1973/74        | Первый дивизион | 18    | 2    | 3            | 0            | 1          | 0          | 0         | 0         | 0          | 0          | 22    | 2     |
| «Эвертон»        | 1974/75        | Первый дивизион | 8     | 3    | 0            | 0            | 2          | 0          | 0         | 0         | 0          | 0          | 10    | 3     |
| «Эвертон»        | Всего          | Всего           | 232   | 102  | 23           | 9            | 14         | 4          | 6         | 4         | 1          | 0          | 276   | 119   |
| «Манчестер Сити» | 1974/75        | Первый дивизион | 16    | 1    | 0            | 0            | 0          | 0          | 0         | 0         | 0          | 0          | 16    | 1     |
| «Манчестер Сити» | 1975/76        | Первый дивизион | 37    | 12   | 2            | 0            | 9          | 6          | 0         | 0         | 0          | 0          | 48    | 18    |
| «Манчестер Сити» | 1976/77        | Первый дивизион | 39    | 7    | 4            | 2            | 1          | 0          | 2         | 0         | 0          | 0          | 46    | 9     |
| «Манчестер Сити» | 1977/78        | Первый дивизион | 7     | 3    | 0            | 0            | 2          | 0          | 2         | 0         | 0          | 0          | 11    | 3     |
| «Манчестер Сити» | Всего          | Всего           | 99    | 23   | 6            | 2            | 12         | 6          | 4         | 0         | 0          | 0          | 121   | 31    |
| «Бристоль Сити»  | 1977/78        | Первый дивизион | 26    | 8    | 2            | 0            | 0          | 0          | 0         | 0         | 0          | 0          | 28    | 8     |
| «Бристоль Сити»  | 1978/79        | Первый дивизион | 40    | 7    | 2            | 0            | 1          | 0          | 0         | 0         | 0          | 0          | 43    | 7     |
| «Бристоль Сити»  | 1979/80        | Первый дивизион | 35    | 3    | 0            | 0            | 6          | 2          | 0         | 0         | 0          | 0          | 41    | 5     |
| «Бристоль Сити»  | Всего          | Всего           | 101   | 18   | 4            | 0            | 7          | 2          | 0         | 0         | 0          | 0          | 112   | 20    |
| «Норвич Сити»    | 1980/81        | Первый дивизион | 40    | 9    | 2            | 0            | 3          | 1          | 0         | 0         | 0          | 0          | 45    | 10    |
| «Норвич Сити»    | 1981/82        | Второй дивизион | 2     | 0    | 0            | 0            | 0          | 0          | 0         | 0         | 0          | 0          | 2     | 0     |
| «Норвич Сити»    | Всего          | Всего           | 42    | 9    | 2            | 0            | 3          | 1          | 0         | 0         | 0          | 0          | 47    | 10    |
| За всю карьеру   | За всю карьеру | За всю карьеру  | 474   | 152  | 35           | 11           | 36         | 13         | 10        | 4         | 1          | 0          | 556   | 180   |

### Как тренера
| Команда          | От              | До             | Статистика | Статистика | Статистика | Статистика | Статистика |
| Команда          | От              | До             | Игры       | Победы     | Ничьи      | Поражения  | % побед    |
| ---------------- | --------------- | -------------- | ---------- | ---------- | ---------- | ---------- | ---------- |
| «Олдем Атлетик»  | 14 июля 1982    | 10 ноября 1994 | 608        | 225        | 165        | 218        | 037,01     |
| «Эвертон»        | 10 ноября 1994  | 27 марта 1997  | 118        | 47         | 36         | 35         | 039,83     |
| «Манчестер Сити» | 18 февраля 1998 | 21 мая 2001    | 171        | 74         | 47         | 50         | 043,27     |
| «Ипсвич Таун»    | 28 ноября 2002  | 11 мая 2006    | 189        | 81         | 48         | 60         | 042,86     |
| «Олдем Атлетик»  | 15 марта 2009   | 8 мая 2009     | 9          | 1          | 4          | 4          | 011,11     |
| «Эвертон»        | 12 мая 2016     | 15 мая 2016    | 1          | 1          | 0          | 0          | 100,00     |
| За всю карьеру   | За всю карьеру  | За всю карьеру | 1097       | 429        | 300        | 368        | 039,11     |

## Достижения
«Олдем Атлетик»
- Победитель Второго дивизиона: 1990/91
- Финалист Кубка лиги: 1989/90

Эвертон
- Победитель Кубка Англии: 1994/95
- Победитель Суперкубка Англии: 1995

«Манчестер Сити»
- Победитель Финала второго дивизиона: 1999
- 2-е место в Первом дивизионе: 2000